# Dicranomyia micronychia
Dicranomyia micronychia är en tvåvingeart som beskrevs av Paul Lackschewitz 1941. Dicranomyia micronychia ingår i släktet Dicranomyia och familjen småharkrankar. Inga underarter finns listade i Catalogue of Life.